# Stoke-on-Trent North
Circonscription parlementaire de la Chambre des communes
La circonscription de Stoke-on-Trent North est une circonscription situé dans le Staffordshire, représenté dans la Chambre des communes du Parlement britannique.

## Géographie
La circonscription comprend :
- La ville de Kidsgrove, Tunstall] (en) Burslem et le nord de la ville de Stoke-on-Trent
  - Les banlieues de Milton, Clough Hall, Butt Lane, Middleton, Cobridge, Norton-le-Moors, Smallthorne, Acres Nook et Chell
- Les villages et paroisses civiles de Whitehill, Packmoor, Goldenhill, Talke, Talke Pits, Middleport, Bradley et Hollins

## Députés
Les Members of Parliament (MPs) de la circonscription sont :
| Législature                                           | Années       | Député         | Député          | Parti        |
| ----------------------------------------------------- | ------------ | -------------- | --------------- | ------------ |
| Stoke-on-Trent North issue de Burslem, Hanley et Leek |              |                |                 |              |
| 39e                                                   | 1950–1951    |                | Albert Davies   | Travailliste |
| 40e                                                   | 1951–1953    |                | Albert Davies   | Travailliste |
| 40e                                                   | 1953-1955    | Harriet Slater |                 | Travailliste |
| 41e                                                   | 1955–1959    | Harriet Slater |                 | Travailliste |
| 42e                                                   | 1959–1964    | Harriet Slater |                 | Travailliste |
| 43e                                                   | 1964–1966    | Harriet Slater |                 | Travailliste |
| 44e                                                   | 1966–1970    | John Forrester |                 | Travailliste |
| 45e                                                   | 1970–1974    | John Forrester |                 | Travailliste |
| 46e                                                   | 1974–1974    | John Forrester |                 | Travailliste |
| 47e                                                   | 1974–1979    | John Forrester |                 | Travailliste |
| 48e                                                   | 1979–1983    | John Forrester |                 | Travailliste |
| 49e                                                   | 1983–1987    | John Forrester |                 | Travailliste |
| 50e                                                   | 1987–1992    | Joan Walley    |                 | Travailliste |
| 51e                                                   | 1992–1997    | Joan Walley    |                 | Travailliste |
| 52e                                                   | 1997–2001    | Joan Walley    |                 | Travailliste |
| 53e                                                   | 2001–2005    | Joan Walley    |                 | Travailliste |
| 54e                                                   | 2005–2010    | Joan Walley    |                 | Travailliste |
| 55e                                                   | 2010–2015    | Joan Walley    |                 | Travailliste |
| 56e                                                   | 2015–2017    | Ruth Smeeth    |                 | Travailliste |
| 57e                                                   | 2017–2019    | Ruth Smeeth    |                 | Travailliste |
| 58e                                                   | 2019–Présent |                | Jonathan Gullis | Conservateur |

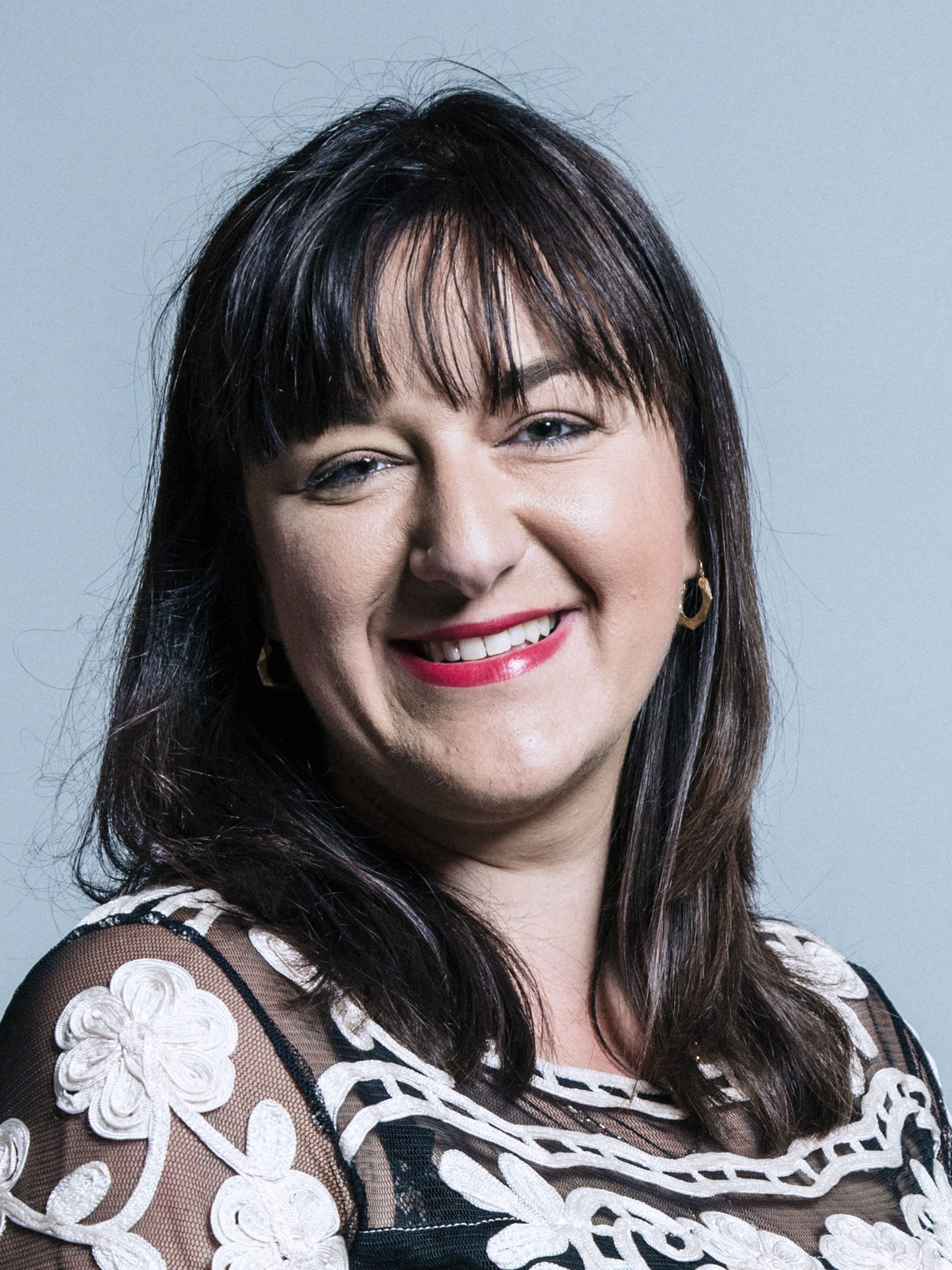
Ruth Smeeth (2015-2019)